# Дельта-4000
«Дельта-4000» — американская трёхступенчатая ракета-носитель среднего класса, семейства Дельта.

## Конструкция

### Ускорители
В сравнении с РН Дельта-3000, на Дельта-4000 были применены новые твердотопливные ускорители — Кастор-4А, с повышенной до 426,2 кН тягой.

### Первая ступень
В качестве первой ступени, в РН Дельта-4000 была использована ракетная ступень Дельта-Тор ELT (сокр. от англ. Extended Long Tank) с жидкостным ракетным двигателем MB-3-3. Дельта-Тор ELT была разработана компанией McDonnell Douglas (ныне — Boeing) в 1972 году. 

### Вторая ступень
В качестве второй ступени на ракете-носителе Дельта-4000 использовалась ракетная ступень Дельта-К, разработки компании McDonnell Douglas. На ступени использовался жидкостной ракетный двигатель AJ-10-118K. Топливо — смесь Аэрозина (горючее) и Амила (окислитель).

### Третья ступень
Для доставки полезной нагрузки (ПН) на геостационарные орбиты (ГСО) на ракете-носитель Дельта-4000 мог быть установлен вспомогательный модуль полезной нагрузки — PAM-D с маршевым двигателем Стар-48B. В такой модификации ракета-носитель имела обозначение Дельта-4005.